# Primature du Sénégal
La Primature du Sénégal est le bâtiment faisant office de lieu de travail pour le Premier ministre sénégalais et son cabinet ; il est situé à Dakar, avenue Léopold Sédar Senghor.